# ناگنارنا
ناگنارنا (به لاتین: Nagnarena) یک منطقهٔ مسکونی در ماداگاسکار است که در بتروکا واقع شده‌است. ناگنارنا ۳٬۰۰۰ نفر جمعیت دارد.